# Liste deutscher Rockbands
Diese Liste zählt namhafte deutsche Rockbands auf. Um die Liste in einer angemessenen Länge zu halten, müssen die Bands zur Aufnahme einen Wikipediaartikel vorliegen haben. Zur Eintragung in die Liste sollte mindestens die Hälfte der Mitglieder aus Deutschen bestehen und die Band in die Kategorie:Rockband einsortiert sein.
Genres mit besonders vielen gelisteten Bands sind in die folgenden Unterlisten eingeteilt:
- → Hauptartikel: Liste deutscher Alternative-Rock-Bands
- → Hauptartikel: Liste deutscher Metalbands
  - → Hauptartikel: Liste von Bands der Neuen Deutschen Härte
- → Hauptartikel: Liste von Mittelalterrockbands
- → Hauptartikel: Liste von Interpreten der Neuen Deutschen Welle
- → Hauptartikel: Liste deutscher Progressive-Rock-Bands
- → Hauptartikel: Liste deutscher Punkbands

Selten kommt es zu Überschneidungen einzelner Bands.
Zur Ergänzung dienen die Liste deutscher Rockmusiker und die Liste deutscher Rockproduzenten.

## #–L
| Name                       | Genre(s)                                                              | Gründung         | Auflösung        | Herkunft                                                      |
| -------------------------- | --------------------------------------------------------------------- | ---------------- | ---------------- | ------------------------------------------------------------- |
| 08/15                      | Rechtsrock                                                            | 1991             | 2001             | Düsseldorf                                                    |
| 14 Nothelfer               | Rechtsrock                                                            | 1996             | ?                | Pirna                                                         |
| 5th Avenue                 | Rock                                                                  | 1989, 2012       | 1996             | Hamburg                                                       |
| 7 Wishes                   | Rock                                                                  | 1995             | 2000             | Frankfurt am Main                                             |
| Abacus                     | Rock                                                                  | 1971, 1979       | 1976             | Westdeutschland                                               |
| Afterburner                | Rock                                                                  | 1996             |                  | Osterholz-Scharmbeck                                          |
| Alev                       | Rock                                                                  | 2001             | 2017             | München                                                       |
| Alex Oriental Experience   | Rock                                                                  | 1973             | 2009             | Köln                                                          |
| Amor & die Kids            | Rock                                                                  | 1985, 1995       | 1989             | Leipzig                                                       |
| The Ancient Gallery        | Rock                                                                  | 1992             | 2006             | Deutschland                                                   |
| Anger 77                   | Rock                                                                  | 1990             |                  | Erfurt                                                        |
| Atlantis                   | Rock                                                                  | 1972             | 1976             | Westdeutschland                                               |
| The Audience               | Rock                                                                  | 2003             | 2012             | Hersbruck                                                     |
| AufBruch                   | Rock                                                                  | 1986             | 2009             | Ostdeutschland                                                |
| Das Auge Gottes            | Rock                                                                  | 1989             | 1998             | Schwerin                                                      |
| Axxis                      | Hard Rock                                                             | 1988             |                  | Deutschland                                                   |
| Baltics                    | Beat                                                                  | 1964             | 1972             | Rostock                                                       |
| BAP                        | Kölsch-Rock                                                           | 1976             |                  | Köln                                                          |
| Baumstam                   | Rock                                                                  | 1972, 2004       | 1977             | Witten                                                        |
| Das Beben                  | Rock                                                                  | 2008             |                  | Kiel                                                          |
| Benzin                     | Rock                                                                  | 2003             | 2015             | Ulm                                                           |
| The Black Pony             | Pop-Rock                                                              | 2010             | 2012             | Berlin (Die Hälfte der Bandmitglieder ist deutscher Herkunft) |
| Bollwerk                   | Rechtsrock                                                            | 1992             |                  | Hoyerswerda                                                   |
| Bonfire                    | Hard Rock                                                             | 1986             |                  | Ingolstadt                                                    |
| The BossHoss               | Country, Rock                                                         | 2004             |                  | Berlin                                                        |
| Brings                     | Kölsch-Rock                                                           | 1990             |                  | Köln                                                          |
| Britta                     | Rock                                                                  | 1997             |                  | Berlin                                                        |
| Bürkholz-Formation         | Rock                                                                  | 1972             | 1973             | Deutsche Demokratische Republik                               |
| The Busters                | Ska                                                                   | 1987             |                  | Wiesloch                                                      |
| Böhse Onkelz               | Punk (1980–1981), Oi! (1981–1986), Hard Rock, Deutschrock (seit 1987) | 1980, 2014       | 2005             | Frankfurt am Main                                             |
| Cat Ballou                 | Kölschrock                                                            | 1999             |                  | Köln                                                          |
| Crayfish                   | Rock                                                                  | 2001             | 2013             | Frankfurt am Main                                             |
| Chiemsee Cowboys           | Country, Rock                                                         | 1990             |                  | Rosenheim                                                     |
| Die City Preachers         | Folk-Rock                                                             | 1965             |                  | Hamburg                                                       |
| Die Crackers               | Deutschrock                                                           | 1979             | 2012             | Wiesbaden                                                     |
| Damn Nero                  | Hard Rock, Bluesrock                                                  | 1990, 1996, 2000 | 1994, 1999, 2005 | Fürth                                                         |
| The dass Sägebett          | Rock                                                                  | 1988             |                  | Darmstadt                                                     |
| Depp Jones                 | Rock                                                                  | 1989             | 1992             | West-Berlin                                                   |
| Dekadance                  | Rock                                                                  | ca. 1980         |                  | Dresden                                                       |
| Direkt                     | Deutschrock                                                           | 1979, 2009       | 1988             | Westdeutschland                                               |
| DREI TAGE WACH ///         | Indie-Rock                                                            | 2008             |                  | Hannover (Göttingen)                                          |
| DProjekt                   | Christlicher Rock, Christliche Popmusik                               | 2002             | 2016             | Dresden                                                       |
| Dziuks Küche               | Folk-Rock                                                             | 1995             |                  | Berlin                                                        |
| Eisblume                   | Pop-Rock                                                              | 2007             | 2013             | Berlin                                                        |
| Element of Crime           | Rock                                                                  | 1985             |                  | Bremen                                                        |
| Embryo                     | Krautrock, Weltmusik                                                  | 1969             |                  | München                                                       |
| Epitaph                    | Rock                                                                  | 1969             |                  | Hannover                                                      |
| Expretus                   | Rock                                                                  | 1999             | 2007             | Dresden                                                       |
| Fair Warning               | Hard Rock                                                             | 1990             |                  | Hannover                                                      |
| Flatsch                    | Deutschrock                                                           | 1979             | 1988             | Offenbach                                                     |
| Floh de Cologne            | Politrock                                                             | 1966             | 1983             | Köln                                                          |
| Frames                     | Post-Rock                                                             | 2007             |                  | Hannover                                                      |
| Fräulein Wunder            | Pop-Rock                                                              | 2006             | 2010             | Friedberg                                                     |
| Frei.Wild                  | Rock                                                                  | 2001             |                  | Brixen                                                        |
| Frumpy                     | Rock                                                                  | 1969, 1990       | 1972             | Hamburg                                                       |
| Fury in the Slaughterhouse | Rock                                                                  | 1986             | 2008             | Hannover                                                      |
| Gleis 8                    | Pop-Rock                                                              | 2012             |                  | Berlin                                                        |
| Goitzsche Front            | Deutschrock                                                           | 2009             |                  | Bitterfeld                                                    |
| Harlis                     | Rock                                                                  | 1974             | 1977             | Hannover                                                      |
| Herzlos                    | Rock                                                                  | 2008             |                  | Kaiserslautern                                                |
| Homeless Kings             | Rock, Punkrock                                                        | 2016             |                  | Traunstein, Abtenau                                           |
| Jamt                       | Pop-Rock                                                              | 2007             | 2013             | Frankfurt am Main                                             |
| Jennifer Rostock           | Rock                                                                  | 2007             |                  | Usedom                                                        |
| Karat                      | Rock                                                                  | 1975             |                  | Ost-Berlin                                                    |
| Kategorie C                | Rechtsrock                                                            | 1997             |                  | Bremen                                                        |
| Karussell                  | Rock                                                                  | 1976, 1994, 2006 | 1991, 1994       | Leipzig                                                       |
| Killerpilze                | Rock                                                                  | 2002             |                  | Dillingen an der Donau                                        |
| Klaus Renft Combo          | Rock                                                                  | 1958, 1990       | 1975             | Leipzig                                                       |
| Kreuzfeuer                 | Rechtsrock, National Socialist Black Metal                            | 1996             | ?                | Altenburg                                                     |
| Liquido                    | Pop-Rock                                                              | 1996             | 2009             | Sinsheim                                                      |
| The Lords                  | Skiffle, Beatmusik, Rock                                              | 1959             |                  | Berlin                                                        |
| Luxuslärm                  | Pop-Rock                                                              | 2006             | 2016             | Iserlohn                                                      |

## M–Z
| Name                   | Genre(s)               | Gründung   | Auflösung | Herkunft                                                    |
| ---------------------- | ---------------------- | ---------- | --------- | ----------------------------------------------------------- |
| Mia                    | Pop-Rock               | 1997       |           | Berlin                                                      |
| Mohnblau               | Pop-Rock               | 2004       |           | Mecklenburg-Vorpommern                                      |
| Morgenrot              | Deutschrock            | 2001       |           | Saalfeld                                                    |
| Münchener Freiheit     | Pop-Rock               | 1980       |           | München                                                     |
| Neon Dogs              | Pop-Rock               | 2007       | 2013      | Schwerin                                                    |
| Novalis                | Deutschrock            | 1971       | 1985      | Hamburg                                                     |
| OIL                    | Rock, Heavy Metal      | 2013       |           | Lahr/Schwarzwald                                            |
| pandoras.box           | Post-Rock              | 2004       |           | Geisenhausen                                                |
| Panta Rhei             | Rock                   | 1971       | 1975      | Ostdeutschland                                              |
| Panikorchester         | Rock                   | 1973       |           | Westdeutschland                                             |
| Pi !                   | Rock                   | 2004       |           | Dresden                                                     |
| Puhdys                 | Rock                   | 1969       |           | Mitteldeutschland                                           |
| Die Querschlaeger      | Rock, Pop              | 1996       |           | Gelsenkirchen                                               |
| Die Quietschboys       | Rock                   | 1988       |           | Frankfurt am Main                                           |
| The Rag Dolls          | Beatmusik              | 1965       | 1969      | Duisburg                                                    |
| The Rattles            | Rock                   | 1960, 1986 | 1977      | Hamburg                                                     |
| Reamonn                | Pop-Rock               | 1998       | 2010      | Gesamtes Bundesgebiet (Sänger Rea Garvey stammt aus Irland) |
| Revolverheld           | Pop-Rock               | 2002       |           | Bremen                                                      |
| Rodgau Monotones       | Deutschrock            | 1977       |           | Rodgau                                                      |
| Rosenstolz             | Rock, Chanson, Pop     | 1991       | 2012      | Berlin                                                      |
| Rockwasser             | Deutschrock            | 2004       |           | Asbeck                                                      |
| Sächwerk               | Deutschrock, Krautrock | 1970er     | 1990er    | Nürnberg                                                    |
| Saitenfeuer            | Rock, Punkrock         | 2008       |           | Frohburg                                                    |
| SET                    | Rock                   | 1972       | ca. 1985  | Leipzig                                                     |
| Silbermond             | Pop-Rock               | 1998       |           | Bautzen                                                     |
| Silly                  | Rock                   | 1978       |           | Ost-Berlin                                                  |
| Solche                 | Rock                   | 2005       |           | Chemnitz                                                    |
| Stanfour               | Pop-Rock               | 2004       |           | Norddeutschland                                             |
| Staubkind              | Pop-Rock               | 2004       |           | Berlin                                                      |
| Strassenjungs          | Deutschrock            | 1976       |           | Frankfurt am Main                                           |
| Tokio Hotel            | Pop-Rock               | 2001       |           | Magdeburg                                                   |
| Ton Steine Scherben    | Agitrock               | 1970       |           | Berlin                                                      |
| Torfrock               | Rock                   | 1977       |           | Norddeutschland                                             |
| Transit                | Rock                   | 1974, 2009 | 1989      | Mecklenburg-Vorpommern                                      |
| Vae Victis Deutschland | Rechtsrock             | 2000       |           | Köthen (Anhalt)                                             |
| Versengold             | Folk-Rock              | 2003       |           | Bremen                                                      |
| Versus                 | Deutschrock            | 2017       |           | Frankfurt am Main                                           |
| Weimar                 | Deutschrock            | 2021       |           | Weimar                                                      |
| Wir sind Helden        | Pop-Rock               | 2000       |           | Hamburg                                                     |
| Wonderland             | Rock                   | 1968       |           | Hamburg                                                     |
| Wucan                  | Rock                   | 2011       |           | Dresden                                                     |
| Zodiak Free Arts Lab   | Rock                   | 1967       | 1969      | West-Berlin                                                 |